# Äetsä vattenkraftverk

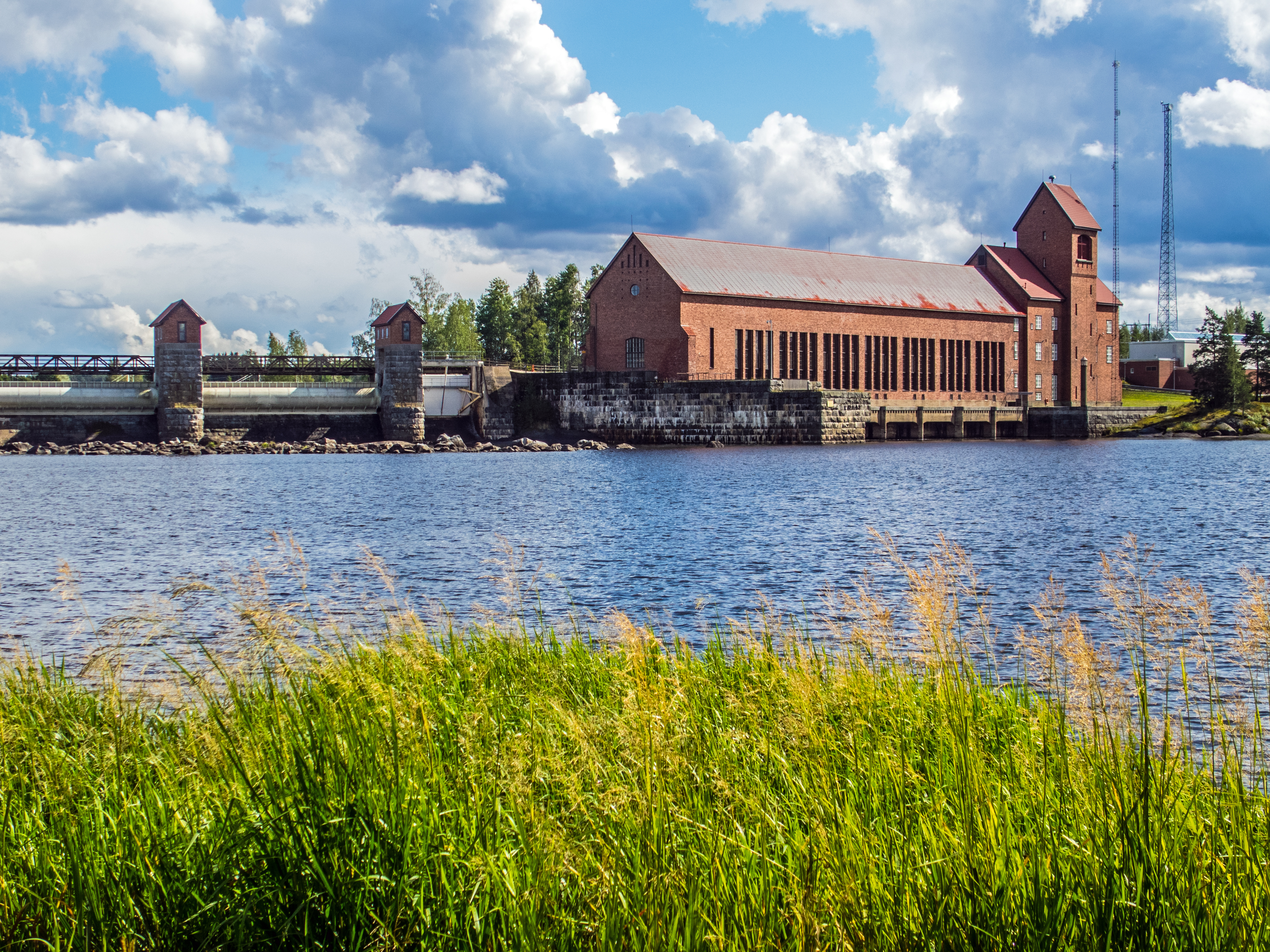
Äetsä vattenkraftverk.

Äetsä är ett vattenkraftverk i Kumo älv vid Meskalankoski i Äetsä, numera ingående i Sastamala stad.
Kraftverket uppfördes 1921 av W. Rosenlew & C:o 1921 efter ritningar av arkitekten Sigurd Frosterus. Kraftverket har en effekt på 9,6 MW och ägs numera av UPM-Kymmene Oy. 